# Kippen (Schottland)
Kippen, schottisch-gälisch: An Ceapan, ist eine Ortschaft im Süden der schottischen Council Area Stirling, wo es eine der 42 Community Council Areas bildet. Es liegt rund 15 Kilometer westlich von Stirling und 30 Kilometer nördlich von Glasgow nahe dem rechten Ufer des Forth am Rande der Fintry Hills. Nordwestlich erheben sich in kurzer Entfernung die Trossachs.

## Geschichte
In der Umgebung von Kippen finden sich zahlreiche Belege früher Besiedlung, die bis in die Stein- und Bronzezeit zurückreichen. Hierzu zählen drei Erdwerke, ein Promontory Fort, ein Dun, ein Cairn sowie die Überreste zweier mittelalterlicher Motten.
Der Clan Erskine erwarb die Ländereien fünf Kilometer nordwestlich von Kippen nach der Reformation. Die Keimzelle des heutigen Herrenhauses Cardross House bildete ein Tower House das dort im 16. Jahrhundert errichtet wurde. Die Villen Dun Eaglais und Gribloch House entstanden erst im 20. Jahrhundert.
Kippen gilt als Zentrum des schottischen Tontaubenschießens. Aus diesem Grund wurden die Schießwettbewerbe der Commonwealth Games 1986 in Kippen ausgetragen.
Das „Königreich Kippen“ entstand aus einer Begegnung des lokalen Lairds John Buchanan mit dem schottischen König Jakob V. Buchanan befreundete sich mit dem König, woraufhin dieser ihn, auch bei Empfängen auf Stirling Castle, als King of Kippen ankündigen ließ. Es handelt sich jedoch lediglich um eine scherzhafte Bezeichnung. Ein Königreich Kippen bestand zu keiner Zeit.
Zwischen 1861 und 1881 sank die Einwohnerzahl Kippens von 403 auf 330. Lebten im Jahre 1961 noch 494 Personen in Kippen, so stieg die Einwohnerzahl in den folgenden Jahrzehnten stetig an. Bei der Zensuserhebung 2011 wurden dort 1026 Einwohner registriert.

## Verkehr
Die von Stirling nach Balloch führende A811 verläuft direkt nördlich von Kippen und bindet die Ortschaft an das Fernverkehrsstraßennetz an. Im Osten sind die M9 und die A84 (Stirling–Lochearnhead), im Norden die A873 (Nyadd–Blairhoyle) und im Westen die A81 (Glasgow–Callander) sowie die A875 (Killearn–Balfron) innerhalb weniger Kilometer erreichbar.